# Harry Markopolos
Harry M. Markopolos (Erie (Pennsylvania), 22 oktober 1956) is een voormalig effectenhandelaar die later ging werken als onafhankelijk fraude-expert in Boston. Hij is bekend geworden als een vroege klokkenluider in de mega-Ponzifraude van Bernard Madoff. Zijn getuigenis voor het Amerikaanse Congres wordt gezien als het belangrijkste bewijsmateriaal tijdens de hoorzittingen over de zaak.

## Het onderzoek
Eind 1999 werd hij door een van zijn medewerkers getipt over het royale en constante rendement van Madoffs fonds. Hij onderzocht vervolgens gegevens tussen 1993 en 1999 en kwam al snel tot de conclusie dat de voorgespiegelde rendementen alleen door fraude konden worden verkregen. In mei 2000 stuurde hij een rapport van 8 pagina's naar de Securities and Exchange Commission (SEC) waarop hij ondanks herhaald aandringen geen antwoord kreeg; een hernieuwd schrijven eind 2001 had evenmin succes. Er kwam meer tekening in zijn onderzoek, nadat hij in 2002 een zakenreis naar Europa had gemaakt, waar hij van meerdere Zwitserse en Franse bankiers eensluidende lovende berichten te horen kreeg over hun investeringen bij Madoff. Hierdoor vernam hij, dat de activiteiten van Madoff de Verenigde Staten allang waren ontstegen en via diverse hedgefondsen werden voortgezet en uitgebouwd. Via een contact bij het New Yorkse kantoor van de SEC speelde hij het nieuw verkregen materiaal door, maar ook hier vond hij geen gehoor. In 2005 waren de met de fraude gemoeide bedragen, voor zover door hem en zijn team te achterhalen, inmiddels gestegen tot $ 30 miljard; wederom werd met zijn verhaal niets gedaan. In deze periode begon hij zodanig te vrezen voor zijn carrière en zijn gezin, dat hij een journalist van de Wall Street Journal inlichtte, John Wilke. Hoewel deze hem wel steunde kreeg hij van zijn hoofdredactie nooit toestemming een onderzoek in te stellen. Er leek een doorbraak ophanden, toen hij van het hoofd van de Optiebeurs van Chicago te horen kreeg, dat meerdere handelaren argwaan hadden over Madoffs praktijken. Een vijfde poging bij de SEC leverde desondanks weer niets op. Markopolos moest in december 2008 uit de krant vernemen dat Madoffs zoons hun vader hadden had aangegeven.

## Werkwijze van Madoff en bewijs
Een Ponzifraude is een soort piramidespel, waarbij nieuwe investeerders het kapitaal inbrengen om de bestaande te kunnen uitbetalen. Om investeerders te trekken heeft de fraudeur wel een verhaal nodig, en hij dient over de nodige contacten te beschikken, liefst in sneeuwbalvorm. Dat verhaal heette in Madoffs geval: afgedekte beleggingsstrategie (in het Engels: split-strike conversion strategy). Contacten vond Madoff vooral in de Joodse kringen waar hij zelf uit voortkwam en in welgestelde clubs in Florida en New York. Naarmate de 'sneeuwbal' verder rolde hoefde hij die contacten niet meer zelf te zoeken; die werden overgenomen door hedgefunds die het geld van beleggers collectief investeerden en zelf commissie en percentages opstreken. Er ontstond dus een netwerk van tussenpersonen die geen vragen stelden maar op hun beurt beleggingsvehikels aanboden gebaseerd op de constante inkomstenstroom die Madoff genereerde. Daarbij was Madoff een zeer gezien ondernemer op Wall Street die een florerend effecten-handelshuis bezat en enige jaren voorzitter was van de Nasdaq. Ook zijn broer Peter was zeer invloedrijk in de financiële wereld. Pikante bijkomstigheid was, dat zich onder de Europese beleggers veel representanten van vorstenhuizen en oude adel bleken te bevinden. 
Wat Markopolos al snel ontdekte, was dat het "verkooppraatje", de strategie van Madoff, niet deugde. Madoff werkte met opties. Hij kocht - beweerde hij - een "mandje" aandelen van de grootste bedrijven. De risico's werden afgedekt door call-opties te schrijven en met de opbrengst put-opties te kopen. Dat betekent kort gezegd dat de winst wordt afgeroomd en het verlies wordt gedempt. Daarmee zou je als het tegenzit op nul uitkomen - maar dat gebeurde nooit. De grafiek vertoonde een doorlopende stijgende lijn met nauwelijks verliezen.
Er waren nu twee mogelijkheden die allebei op fraude wezen. Of Madoff gebruikte de voorkennis van zijn andere firma, de effectenhandel, om zijn klanten in zijn privébedrijf te bevoordelen (in het Engels bekend als front-running) of het was een Ponzifraude, dus een kaartenhuis. De eerste anderhalf jaar was het nog onmogelijk te ontdekken welk van de twee aan de orde was; maar zijn Europa-reis bracht Markopolos definitief op het tweede spoor. Hij ging de handel op de optiebeurs na en ontdekte dat het volume aan opties dat Madoff nodig zou hebben, helemaal niet voorhanden was. In de loop van 2005 kreeg Markopolos onmiskenbare signalen dat de toestroom aan kapitaal - voor een piramide nu eenmaal onontbeerlijk - begon op te drogen. Madoff probeerde geld te lenen bij Europese banken en een van zijn toeleveranciers presenteerde een programma waarbij beleggers een soort lease-plan werd aangeboden (geld lenen om weer in het plan te investeren) op een 3:1-basis. 
Het feit dat naar zijn verhaal nooit werd geluisterd, was voor Markopolos aanleiding striemende kritiek te leveren op het functioneren van de SEC. Naar zijn mening bestond de SEC uit "3500 kippen die de taak hadden om vossen te vangen" en moest hun gespecialiseerde vakkennis komen "van Google en Wikipedia omdat beide gratis zijn". In zijn getuigenis stelde hij dan ook vergaande hervormingen voor. 